# Heliophanus niveivestis
Heliophanus niveivestis este o specie de păianjeni din genul Heliophanus, familia Salticidae, descrisă de Simon, 1889. Conform Catalogue of Life specia Heliophanus niveivestis nu are subspecii cunoscute.